# José María Cullen
José María Cullen (Santa Fe, 17 de abril de 1823 - Buenos Aires, 11 de octubre de 1876), político argentino, gobernador de la Provincia de Santa Fe. Fundó la primera empresa de navegación del río Paraná.
Es hijo de Domingo Cullen y de María Joaquina Rodríguez del Fresno (cuñada de Estanislao López). 
Ejerció la gobernación de la Provincia de Santa Fe entre el 12 de febrero de 1855 y el 18 de julio de 1856. También fue senador nacional por Santa Fe, gobernador delegado de Nicasio Oroño y concejal municipal de Rosario en 1866. Junto a Camilo Aldao fundó la Colonia Jesús María (actual Timbúes) en 1871. 
Durante su gobierno se dictó la primera Constitución provincial, luego de la Nacional de 1853. 
Fue enviado en representación de la Confederación Argentina para firmar uno de los Pactos de Convivencia con el Estado de Buenos Aires. 
Murió en un viaje desde Buenos Aires a Rosario el 11 de octubre de 1876.

## Homenajes
En  Timbúes una calle y la escuela provincial N° 217, llevan su nombre. 
El museo de Puerto General San Martín también lleva su nombre, y es aludido en el nombre de una de las escuelas primarias de esa localidad llamada "Gobernadores Cullen".
El hospital más importante de la ciudad de Santa Fe también lleva su nombre.